# Chiron kelleri
Chiron kelleri är en skalbaggsart som beskrevs av Leon Fairmaire 1893. Chiron kelleri ingår i släktet Chiron och familjen bladhorningar. Inga underarter finns listade i Catalogue of Life.